# Ludwig von Lorenz-Liburnau
Ludwig (von) Lorenz-Liburnau, auch Ludwig Lorenz (von) Liburnau, (* 26. August 1856 in Fiume; † 9. Dezember 1943 in St. Gilgen) war ein österreichischer Zoologe (besonders Ornithologie).

## Leben
Ludwig Lorenz war der Sohn des Abteilungsleiters im Landwirtschaftsministerium Joseph Roman Lorenz (Josef Roman von Lorenz-Liburnau) und studierte Naturwissenschaften an der Universität Wien. 1879 wurde er dort in Zoologie promoviert mit einer Dissertation über parasitische Würmer, was er anschließend in Leipzig beim Studium eines Saugwurms aus dem Magen eines Elefanten fortsetzte. Er war dann Volontär im k.k. Hofnaturalienkabinett (das spätere Naturhistorische Museum Wien), wo er sich anfänglich mit niederen Tieren befasste, dann aber zu Säugern und Vögeln wechselte. Er bewährte sich bei der Umsiedlung des Museums zum Burgring (1885 bis 1889 vollzogen) bei der Neuaufstellung der Sammlung und wurde 1888 Nachfolger von August von Pelzeln als Kurator für Vögel und Säugetiere. In den Jahren 1892/1893 nahm Ludwig von Lorenz-Liburnau als wissenschaftlicher Begleiter im Gefolge des Erzherzogs Franz Ferdinand von Österreich-Este an einer politisch-strategischen Weltreise teil, auf der er am 18. Januar 1893 in Bombay die Kupferschmied-Straße fotografierte. 1912 übernahm er die Leitung der Abteilung Zoologie. 1908 wurde er Professor an der Hochschule für Bodenkultur. 1920 wurde er Hofrat und 1922 ging er in den Ruhestand. Sein Adelsprädikat fiel 1919 durch das Adelsaufhebungsgesetz weg.
Er bearbeitete Sammelausbeuten von Andreas Reischek aus Neuseeland, Vögel aus Südarabien, Wildziegen unter anderem aus Griechenland und Steinböcke und die Sammlung von Säugern Rudolf Grauers aus Afrika. Dank großzügiger Förderer konnte er die Sammlung so erheblich erweitern. Er selbst sammelte in Dalmatien und der unteren Donau, war Teilnehmer der Weltumseglung von Erzherzog Franz Ferdinand bis Indien (unter anderem in Südarabien) und besuchte zweimal Grönland.
Er organisierte einen Beobachtungsdienst für Vogelzug in Österreich und publizierte viel in der Zeitschrift Schwalbe, deren Herausgeber er auch war. Er gründete die ornithologische Abteilung der Zoologisch-Botanischen-Gesellschaft Wien, deren Ehrenmitglied er war, und war nach seiner Pensionierung Vizepräsident des Vereins der Freunde des Naturhistorischen Museums. Er war korrespondierendes Mitglied der Zoological Society of London und Ehrenmitglied des königlich-ungarischen ornithologischen Instituts in Budapest.
Sein Bruder Norbert Lorenz von Liburnau (1859–1924) war Chemiker.
Er erstbeschrieb unter anderem Hadropithecus. Nach ihm ist der Lorenzbülbül (Phyllastrephus lorenzi) benannt.